# Валенсия, Омар Хавьер
Омар Хавьер Валенсия Араус (исп. Omar Javier Valencia Arauz; род. 8 июня 2004, Панама) — панамский футболист, левый защитник клуба «Нью-Йорк Ред Буллз» и национальной сборной Панамы.

## Карьера

### «Нью-Йорк Ред Буллз»

#### Начало карьеры
Воспитанник академии панамского футбольного клуба «Пласа Амадор». В 2020 году стал подтягиваться к играм с основной командой, однако оставался игроком замены. В следующем сезоне 2021 года сыграл лишь единожды, а по итогу сезона стал победителем Лиги Панаменья. В начале 2022 года стал получать больше игровой практики. В августе 2022 года на правах арендного соглашения отправился в американский клуб «Нью-Йорк Ред Буллз II» до конца сезона. С футболистом также была заключена опция продления аренды или полноценного выкупа. Дебютировал за клуб 2 октября 2022 года в матче против клуба «Финикс Райзинг». В следующем матче 9 октября 2022 года против клуба «Мемфис 901» отличился своей дебютной результативной передачей. Провёл за клуб 3 матча в рамках Чемпионшипа ЮСЛ и по окончании срока арендного соглашения покинул клуб.

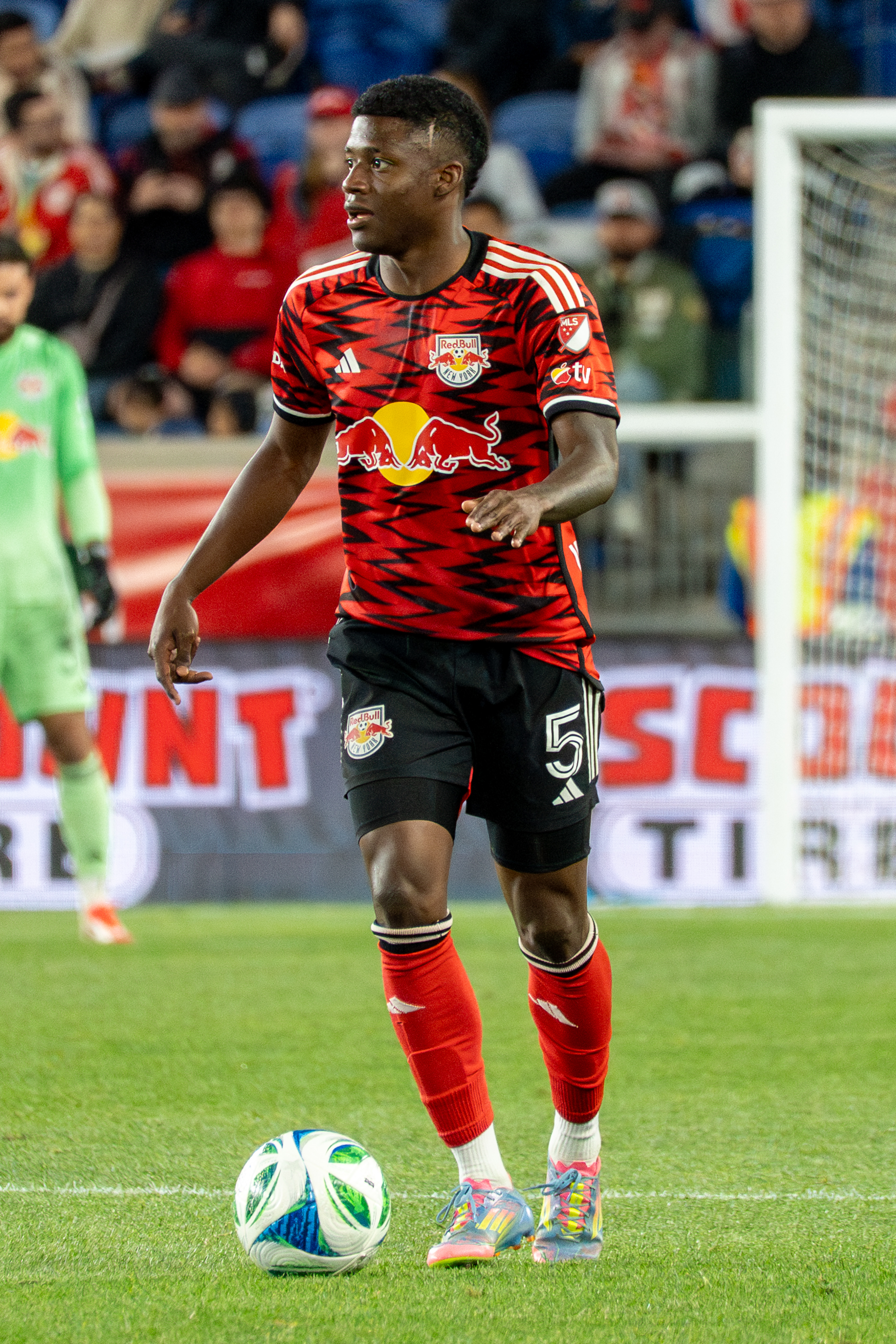
Валенсия в составе «Нью-Йорк Ред Буллз» в 2025 году

#### Сезон 2023
В начале 2023 года тренировался с основной командой панамского клуба «Пласа Амадор». В феврале 2023 года американский клуб продлил арендное соглашение с футболистом ещё на сезон. Первый матч в сезоне сыграл 27 марта 2023 года против клуба «Коламбус Крю 2», выйдя на замену на 59 минуте. В июне 2023 года футболист также стал привлекаться к основной команде американского клуба «Нью-Йорк Ред Буллз». Первым результативным действием за клуб отличился 14 августа 2023 года в матче против клуба «Коламбус Крю 2», отдав голевую передачу. По итогу сезона вместе с клубом занял итоговое четвёртое место в своей группе и вышли в раунд плей-офф, где 7 октября 2023 года уступили клубу «Нью-Инглэнд Революшн II». Всего за сезон отличился 2 результативными передачами.

#### Сезон 2024
В декабре 2023 года, по окончании срока арендного соглашения, американский клуб, в лице второй команды, активировал опцию полноценного выкупа футболиста. Однако в начале нового сезона стал также привлекаться к матчам с основной командой американского клуба. Первый матч в сезона сыграл в составе второй команды клуба 17 марта 2024 года против клуба «Коламбус Крю 2», выйдя на поле в стартовом составе. Первым результативным действием за клуб отличился 28 марта 2024 года в матче против клуба «Цинциннати 2», отдав голевую передачу. За основную команду клуба дебютировал 9 июня 2024 года в матче против клуба «Нью-Инглэнд Революшн», выйдя на замену на 89 минуте. Однако остаток сезона провёл за вторую команду клуба. Всего за сезон успел отличиться 3 результативными передачами.

#### Сезон 2025
В декабре 2024 года официально присоединился к основной команде «Нью-Йорк Ред Буллз», с которым подписал трёхлетний контракт. Первый матч в новом сезоне сыграл 23 февраля 2025 года в матче против клуба «Цинциннати», выйдя на поле в стартовом составе. В следующем матче 2 марта 2025 года против клуба «Нэшвилл» отличился своей дебютной результативной передачей.

## Международная карьера
В начале июня 2022 года футболист получил вызов в национальную сборную Панамы. Дебютировал за сборную 11 июня 2022 года в рамках товарищеского матча против Уругвая. В середине июня 2022 года футболист вместе с молодёжной сборной Панамы до 20 лет отправился на чемпионат КОНКАКАФ среди молодёжных команд. Дебютировал за сборную 20 июня 2022 года против сборной Арубы, также отличившись результативной передачей. Вместе со сборной дошёл до стадии четвертьфинала, где 29 июня 2022 года проиграл сборной Гондураса, против которых отличился ещё одной своей голевой передачей.
В июле 2023 года футболист присоединился к национальной сборной Панамы для участия в Золотом кубке КОНКАКАФ 2023. Вместе со сборной дошёл до финала турнира, где 17 июля 2023 года уступили Мексике с минимальным счётом, став тем самым серебряными призёрами. Однако сам футболист провёл все матчи на скамейке запасных.

## Достижения
Командные
«Пласа Амадор»
- Чемпион Панамы: 2021

Сборная
Панама
- Серебряным призёр Золотого кубка КОНКАКАФ: 2023

## Личная жизнь
- Брат Омар Валенсия (род. 2002) — профессиональный футболист.